# Le Fraysse
Le Fraysse (okzitanisch: Lo Fraisse) ist eine französische Gemeinde mit 420 Einwohnern (Stand: 1. Januar 2022) im Département Tarn in der Region Okzitanien. Cambon gehört zum Arrondissement Albi und zum Kanton Le Haut Dadou (bis 2015: Kanton Villefranche-d’Albigeois). Die Einwohner werden Frayssols genannt.

## Lage
Le Fraysse liegt etwa 21 Kilometer ostsüdöstlich von Albi. Umgeben wird Le Fraysse von den Nachbargemeinden Ambialet im Norden und Westen, Saint-André im Osten und Nordosten, Alban im Südosten, Paulinet im Süden sowie Villefranche-d’Albigeois im Südwesten. 

## Geschichte
1938 wurde die Gemeinde geschaffen.

## Bevölkerungsentwicklung
| Jahr                      | 1962 | 1968 | 1975 | 1982 | 1990 | 1999 | 2006 | 2013 |
| Einwohner                 | 615  | 542  | 449  | 417  | 393  | 372  | 391  | 392  |
| Quelle: Cassini und INSEE |      |      |      |      |      |      |      |      |

## Sehenswürdigkeiten
- Kirche in Lacalm
- Kapelle von Lacalm, Monument historique
- Alte Eisenminen